# Борьба с курением в России
Общественные места, в которых полностью запрещено курение:
Учебные заведения, включая университеты;
Государственные учреждения;
Рабочие помещения, включая офисы;
Рестораны;
Кафе, пабы и бары;
Остальные закрытые общественные места;
Общественный транспорт.
Борьба с курением в России — комплекс мер, направленных на сокращение числа курильщиков в стране и последствий табачной эпидемии. С этой целью в 2008 году Россия присоединилась к Рамочной конвенции Всемирной организации здравоохранения по борьбе против табака. Основными направлениями осуществления международных обязательств стали полный запрет на курение в общественных местах; запрет на продажу табачных изделий несовершеннолетним и контроль его исполнения; прогрессивное повышение акцизов на табачную продукцию; запрет любого вида рекламы или маркетингового продвижения продукции табачных кампаний; запрет на продажу снюса и жевательного табака; унификация оформления упаковок, размещение предупредительной информации на них; антитабачная пропаганда в СМИ; помощь в отказе от курения.
Проводимая государством политика и мода на здоровый образ жизни привели к стойкому спаду потребительского спроса и табачного производства к 2018 году. С 2005 года в России наблюдается ежегодное сокращение объёма продаж сигарет и папирос, наименьшее значение показателя было зафиксировано в 2014 году после вступления в силу Федерального закона № 15-ФЗ «Об охране здоровья граждан от воздействия окружающего табачного дыма и последствий потребления табака» (максимум — 395,5 миллиарда штук, минимум — 319,9 миллиарда штук). Министерство здравоохранения России предполагает, что благодаря антитабачным мерам к 2035 году доля курильщиков среди взрослого населения снизится до 21 %.

## История
Табак известен на территории России с XVI века, но борьба с курением началась только по окончании Смутного времени. Первые серьёзные антитабачные меры принял взошедший на престол в 1613 году царь Михаил Фёдорович. В те времена большие опасения вызывала пожароопасность курения, например, причинами московского пожара 1634 года называли неаккуратное обращение с курительными приспособлениями. Высшее духовенство поддерживало Михаила Фёдоровича, который издал указ «О запрещении употреблять табак и торговать им». Ослушавшихся секли плетью, им вырывали ноздри, за продажу табака могли сослать в Сибирь или приговорить к смертной казни. В 1632 году царь запретил также ввоз табака из-за границы. Курение стало признаком развращённости нравов, что зафиксировали литературные памятники допетровской Руси, приписывавшие курение к смертным грехам. Соборное уложение 1649 года категорически запретило курение под страхом пыток кнутом, ссылок и обрезания носов. Тем не менее развитие торговых отношений, освоение Сибири и присоединение территории Левобережной Украины способствовали распространению табака из Европы, Малороссии и Китая. К середине XVII века курение табака в России стало частым явлением.
Официально легализовал табак только Пётр I в 1697 году. Во время Великого посольства царь договорился о поставках табака и устроил государственную монополию на его реализацию. В течение последующих двух столетий табакокурение развивалось как перспективная сфера экономики: в стране появились первые табачные плантации и заводы, был налажен экспорт продукции в Финляндию, Эстляндию, Лифляндию, Норвегию, Персию и Монголию. Запреты на курение в этот период были связаны только с его пожароопасностью: указы разных лет вводили ограничения на курение в общественных местах, на деревянных мостовых и тротуарах, в казармах, сараях и других деревянных постройках. Само по себе табакокурение воспринималось как повседневная норма. К первой половине XIX века в обществе укрепилось мнение, что курить не только модно, но и полезно. Первым императором, не одобрявшим табакокурение, стал Николай I. Он стремился ограничить распространение вредной привычки: ввёл акцизы на табак, ужесточил запреты на курение в общественных местах. Но во время правления Александра II курение на улицах снова легализовали.
Дореволюционные правовые акты предусматривали регулирование курения, но оно не было комплексным. Например, в начале XX века в Москве было запрещено курить на улицах, в Санкт-Петербурге — на деревянных мостовых. В первой четверти столетия против табака стали выступать отдельные представители образованной элиты и политические деятели. Одним из них стал некогда заядлый курильщик Владимир Маяковский, который в 1929 году опубликовал стихотворение «Я — счастлив!» со следующими строками: «Я сегодня дышу, как слон, походка моя легка, и ночь пронеслась, как чудесный сон, без единого кашля и плевка». В 1920-м Наркомздрав Николай Семашко убедил военное руководство страны прекратить раздачу табака служащим. Вред курения стал одной из тем пропаганды здорового образа жизни во время антиалкогольной кампании 1929—1930-х годов. Правовое регулирование промышленности и сельского хозяйства в табачной области носило фрагментарный характер. Официальное отношение к табаку как к вредному фактору для здоровья сформировалось только ко второй половине XX века. В 1985 году в Онкологическом научном центре совместно с Международным агентством по изучению рака прошла первая научная конференция о вреде сигарет для организма. Учёное сообщество заявило о необходимости ограничительных мер, которые были приняты через три года. Они закрепили максимально допустимое содержание смол (19 мг) и никотина (1,5 мг) на одну сигарету.
В 1986 году Министерство здравоохранения СССР официально отнесло курение к факторам риска для здоровья. С этого момента в обществе постепенно распространилось знание о вреде как активного, так и пассивного курения. Несмотря на это, в конце XX и начале XXI века Россия относилась к странам с наибольшей распространённостью табакокурения. Так, в середине 1980-х годов Общенациональный обзор здоровья зафиксировал распространённость курения табака среди мужчин на уровне 46-48 %, в середине 1990-х годов — на уровне 50-55 %. Это было связано с неэффективностью действовавших мер, низкими акцизами, легкодоступностью сигарет, отсутствием запретов на рекламу и курение в общественных местах. Социально-экономическая нестабильность на рубеже веков способствовала дальнейшему развитию никотиновой эпидемии. Только за 2000—2001 годы доля курильщиков выросла на два процента, достигнув 41,6 % от всего населения страны.
Показатели и деятельность активистов стимулировали антитабачную правительственную кампанию. В 2001 году был принят Федеральный закон № 87-ФЗ «Об ограничении курения табака». Новые нормы сократили максимально допустимое содержание смол до 14 мг и никотина до 1,2 мг в сигаретах с фильтром (до 16 мг и 1,3 мг — для бесфильтровых). Впервые был введён запрет на продажу табачных изделий несовершеннолетним. Тем не менее активность табачных компаний способствовала дальнейшему распространению табакокурения в Российской Федерации в начале 2000-х годов, особенно среди женщин и подростков. Так, выборочные исследования 2006 года зафиксировали распространённость курения среди подростков на уровне около 50 %. Отдельные исследователи отмечают отсутствие эффективных мер борьбы с курением в этот период. В 2007-м это мнение разделяло большинство граждан (86 % опрошенных).
В 2008 году Россия присоединилась к Конвенции ВОЗ, направленной на сокращение никотиновой эпидемии в мире. В рамках обязательств перед Всемирной организацией здравоохранения в сентябре 2009 года в России началась активная правительственная антитабачная пропаганда. Был создан Национальный координационный совет по контролю потребления табака при Министерстве здравоохранения. Орган разработал «Концепцию государственного противодействия потреблению табака на 2010—2015 годы». Документ предусматривал запреты на рекламу и курение в общественных местах, пропаганду здорового образа жизни, рост акцизов на табачную продукцию. Меры привели к заметному снижению распространённости курения среди взрослых: в 2009—2016 годах показатель сократился с 39 % до 30,9 %. Позднее государственная политика и снижение реальных доходов население способствовали уменьшению экономической доступности сигарет.

## Методы
Основные направления антитабачной политики государства:
Запрет на продажу табачных изделий несовершеннолетним;
Прогрессивное повышение акцизов на табачную продукцию;
Запрет любого вида рекламы продукции табачных кампаний;
Запрет на продажу снюса и жевательного табака;
Унификация оформления упаковок, размещение предупредительной информации на них;
Антитабачная пропаганда в СМИ;
Помощь в отказе от курения.

### Правовое регулирование

#### Рамочная конвенция ВОЗ
В мае 2003 года в качестве ответной меры на глобализацию табакокурения Всемирная организация здравоохранения приняла «Рамочную конвенцию по борьбе против табака» (РКБТ). Договор предусматривает ряд международных ограничений к реализации, стоимости и маркировке табачной продукции. Хотя Россия принимала участие в разработке Конвенции, на первоначальном этапе она не входила в программу. В течение пяти лет Министерство здравоохранения подготовило соответствующие документы. 24 апреля 2008 года президент России подписал Федеральный закон № 51-ФЗ «О присоединении Российской Федерации к Рамочной конвенции ВОЗ по борьбе против табака».
По мнению отдельных исследователей, первые меры, принятые в рамках Конвенции, были незначительны. Это подтверждали показатели «Глобального опроса взрослого населения о потреблении табака» (GATS) 2009 года: распространённость курения табака в России оказалась самой высокой среди 16 наиболее курящих стран. Вскоре был создан национальный Координационный совет по борьбе против табака, который контролировал осуществление российских обязательств по договору. В орган вошли политические и медицинские деятели под началом заместителя министра здравоохранения Юрия Воронина. В 2009 году члены совета представили первую редакцию национальной стратегии против курения до 2015 года. Её основными задачами стали:
- снижение числа курильщиков среди населения на 10— 15 %;
- сокращение потребления табака детьми, подростками и беременными женщинами;
- уменьшение числа граждан, подвергающихся пассивному курению;
- ликвидация курения в образовательных, медицинских, культурных спортивных учреждениях и во всех закрытых помещениях;
- повышение осведомлённости населения о рисках для здоровья, связанных с потреблением табака;
- увеличение охвата антитабачной пропаганды до 90 % населения;
- поэтапное увеличение акцизов на все табачные изделия, приведение их к среднему для стран Европейского региона уровню;
- установление одинаковых налоговых ставок для сигарет с фильтром и без.

#### Федеральные законы
В 2001 году в России был принят Федеральный закон «Об ограничении курения табака», который стал первым серьёзным шагом в борьбе против курения на национальном уровне. Правовой акт предусматривал запрет на продажу табачных изделий несовершеннолетним; ограничил рекламу табачной продукции и поштучную продажу сигарет; запретил их реализацию в образовательных, медицинских, культурных спортивных учреждениях, на расстоянии ста метров от школ, колледжей и ВУЗов; определил нормы к составу табачной продукции (14— 16 мг смолы и 1,2— 1,3 мг никотина); обозначил необходимость просвещения населения и ограничения некурящих от воздействия дыма. Производителей обязали помещать предупреждения о вреде курения и содержании вредных веществ. Надписи должны были занимать не менее 4 % каждой большой стороны пачки. Нормы предусматривали ограничение курения в общественных местах, но порядок организации специально отведённых локаций установлен не был.
Закон «Об ограничении курения табака» был принят в период активного роста табачной промышленности и под давлением табачного лобби, но создал правовую основу для запретительной табачной политики. Впоследствии нормы неоднократно дорабатывали: отменили лицензирование производства табачных изделий (2004 год), полностью запретили наружную рекламу табачных изделий (2005 год), ввели обязательное обозначение максимальной розничной цены на пачке сигарет (2006 год). Тем не менее в 2007 году 86 % населения считали действовавшие меры недостаточными.
После подписания «Национальной стратегии противодействия курению» в 2010 году государственные органы начали работу над новым Федеральным законом «Об охране здоровья граждан от воздействия окружающего табачного дыма и последствий потребления табака». Попытки табачных корпораций ослабить законопроект существенно замедлили его подписание, которое состоялось только в феврале 2013 года. Акт был призван заменить устаревшие нормы и привести российское законодательство в соответствии с обязательствами перед ВОЗ. Новое постановление ввело полный запрет на курение табака во всех общественных местах; ужесточило требования к дизайну упаковки; продолжило практику прогрессивного повышения налогов, усиления антитабачных кампаний, запрета на все виды рекламы, спонсорства и продвижения табачной продукции. Запреты распространились не только на сигареты, но на все табачные изделия и курительные принадлежности, включая трубки, кальяны, сигаретную бумагу и зажигалки. Поправки к законодательству последующих лет были направлены на реализацию этих положений. Например, медицинскую помощь в отказе от курения регламентируют приказы Министерства здравоохранения России 2012—2015 годов. Они определили порядок выявления и диспансеризации никотинозависимых, направления профилактики здорового образа жизни и порядок оказания первичной помощи. Ряд Федеральных законов 2015 года запретил продажу снюса и жевательного табака, закрепил порядок мониторинга и оценки эффективности проводимых мероприятий.
В 2008 году власти России ввели «Технический регламент на табачную продукцию». В 2016-м его скорректировали в соответствии с принятым Евразийской экономической комиссии «Техническим регламентом на табачную продукцию». Он допускает максимальное содержание смол 10 мг и никотина до 1 мг на одну сигарету. Производство экспорт и покупка продукции, несоответствующей нормам, преследуется административным штрафом, который могут наложить Роспотребнадзор, Росздравнадзор, Государственная противопожарная служба, полиция или прокуратура.
В 2021 году премьер-министр России Михаил Мишустин утвердил антитабачную концепцию на следующие четырнадцать лет. Программа нацелена на снижение числа никотинозависимых граждан до 21 %. Этому должны содействовать информирование и мотивирование населения, программы по укреплению здоровья, совершенствование правовой базы и требований к упаковке, ужесточение ценовой политики и другое. Например, в июле 2020 года Государственная дума приняла ряд поправок, которые приравняли к сигаретам всю никотиносодержащую продукцию и устройства для её потребления (включая системы нагревания табака), распространив на них соответствующие ограничения. Аналитики предполагали, что это позволит снизить число связанных с курением заболеваний с 22 % до 13 % к 2035 году. В сентябре 2020-го были приняты поправки о повышении табачных акцизов на 20 %, его ставка на сигареты составила 2359 рублей за тысячу штук, на электронные сигареты — 60 рублей за штуку, на разные виды табака — 3806 рублей за килограмм. В 2023 году, вслед за поправками 2020-го, Госдума приняла закон о запрете продажи вейпов и жидкостей к ним несовершеннолетним, а также ограничению их рекламы.
Перечень основных Федеральных законов и правовых актов России в отношении табакокурения:
- Федеральный закон № 87-ФЗ (10.07.2001) «Об ограничении курения табака»;
- Федеральный закон № 51-ФЗ (24.04.2008) «О присоединении Российской Федерации к Рамочной конвенции ВОЗ по борьбе против табака»;
- Федеральный закон № 15-ФЗ (от 23.02.2013) «Об охране здоровья граждан от воздействия окружающего табачного дыма и последствий потребления табака»;
- Федеральный закон № 274-ФЗ (от 21.10.2013) «О внесении изменений в Кодекс Российской Федерации об административных правонарушениях» и Федеральный закон «О рекламе» в связи с принятием Федерального закона «Об охране здоровья граждан от воздействия окружающего табачного дыма и последствий потребления табака»;
- Федеральный закон № 530-ФЗ (от 31.12.2014) «О внесении изменений в отдельные законодательные акты Российской Федерации в части усиления мер противодействия обороту контрафактной продукции и контрабанде алкогольной продукции и табачных изделий»;
- Федеральный закон № 268-ФЗ «Технический регламент на табачную продукцию» (22.12.2008) и Постановление Правительства России № 241 (26.03.2016) «О внесении Правок в соответствии с Техническим регламентом Таможенного союза»;
- Федеральный закон № 115-ФЗ (от 26.04.2016) о внесении изменения в статью 19 Федерального закона «Об охране здоровья граждан от воздействия окружающего табачного дыма и последствий потребления табака»;
- Федеральный закон № 456-ФЗ (от 30.12.2015) о внесении изменений в статью 19 Федерального закона «Об охране здоровья граждан от воздействия окружающего табачного дыма и последствий потребления табака» и статью 14.53 Кодекса Российской Федерации об административных правонарушениях" (о запрете торговли сосательным табаком);
- Федеральный закон № 115-ФЗ (от 26.04.2016) о внесении изменения в статью 19 Федерального закона «Об охране здоровья граждан от воздействия окружающего табачного дыма и последствий потребления табака»;
- Федеральный закон № 303-ФЗ (31.07.2020) о внесении изменений в отдельные законодательные акты Российской Федерации по вопросу охраны здоровья граждан от последствий потребления никотинсодержащей продукции.

### Защита от табачного дыма

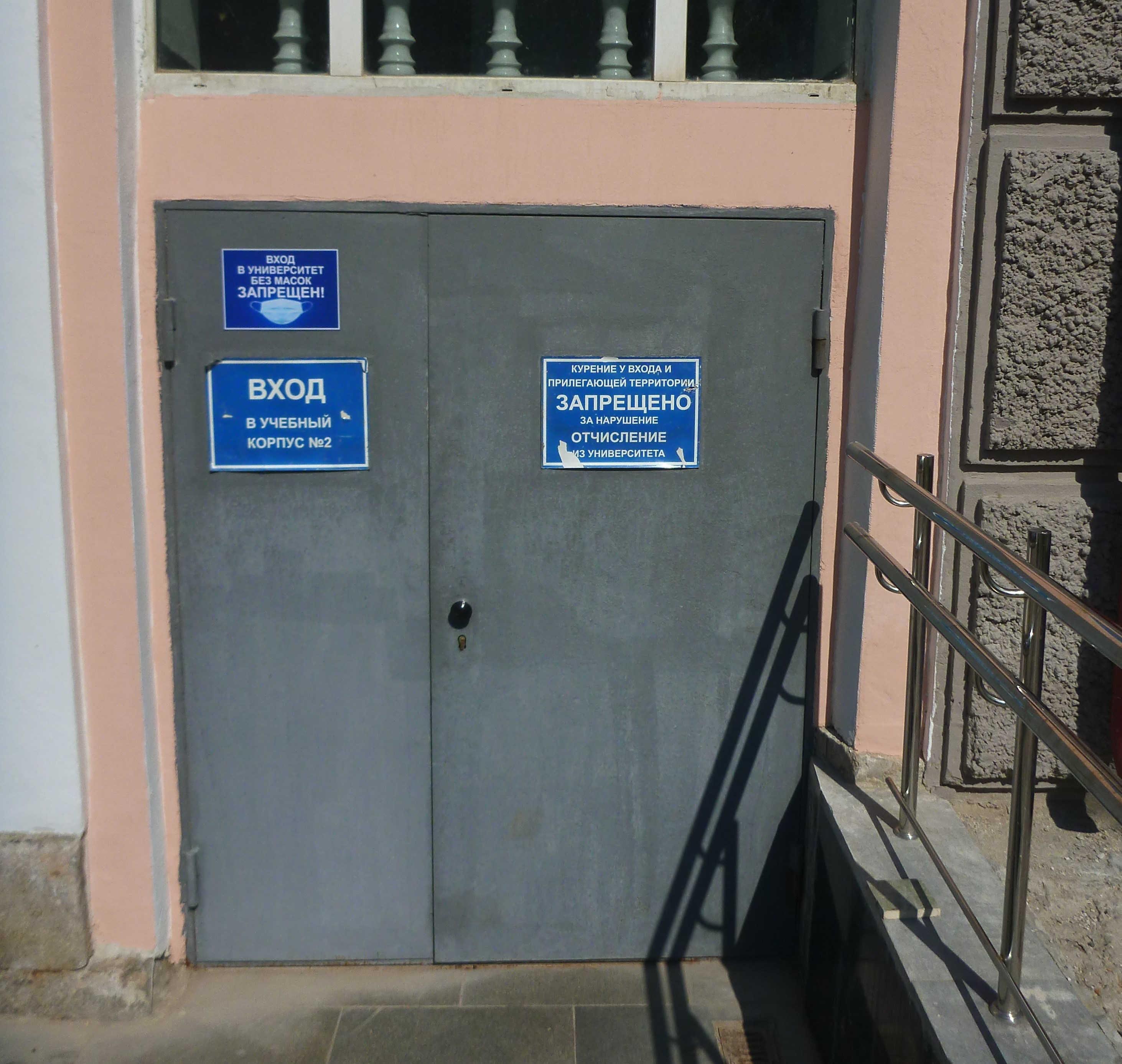
Объявление о запрете курения у входа в учебный корпус УрГЭУ, 18 августа 2021 года

Если нормы по содержанию вредных веществ направлены в основном на защиту активных курильщиков, то защиту от пассивного курения обеспечивают ограничительные нормы. В 2009 году опрос GATS показал, что в барах, ночных клубах и ресторанах воздействию дыма подвергалось 78-90 % опрошенных. Четверть женщин и почти половина мужчин страдали от вторичного табачного дыма на рабочих местах, около трети мужчин и женщин — дома. О пассивном курении в школах, государственных и медицинских учреждениях заявило от 10 % до 18 % опрошенных.
Начиная с 2012 года власти страны постепенно вводили ограничения на курение в общественных местах. Сначала под них попали детские площадки, учебные заведения, здания органов власти; позднее — заведения общепита, поезда, самолёты и корабли дальнего плавания. По оценкам министра здравоохранения России Вероники Скворцовой, уже первые нормы позволили «спасти» до 150—200 тысяч жизней ежегодно. С 1 января 2015 года курение в общественных местах запрещено полностью. Во время введения ограничений представители табачной индустрии высказывали опасения за прибыль малого бизнеса: якобы посетителей баров, кафе и ресторанов станет меньше, организации понесут значительные убытки. Но представители Министерства здравоохранения заявили, что мониторинг отрасли в конце 2014-го зафиксировал её рост при почти повсеместном соблюдении закона. Наблюдавшийся в 2015 году спад эксперты аналитической лаборатории НИУ ВШЭ связывали в первую очередь с падением доходов населения. Минэкономразвития подтвердил, что в 2015 году население перешло на сберегательную модель поведения. Обзор компании «РБК.research» фиксировал отрицательную динамику ключевого показателя отрасли — оборота общественного питания. Если в 2014-м он составлял 1376,4 миллиарда рублей, то в 2015-м снизился до 1300,7 миллиарда рублей (-5,5 %). По итогам 2019 года Росстат отметил рост показателя на 4,9 % до 1656,3 миллиарда рублей. Опыт Ирландии, Норвегии, США и других стран также подтверждал положительный эффект подобных мер: частота потребления табака снижалась не только в общественных местах, но и дома.
Опросы социологов «Левада-центра» в 2014 году зафиксировали, что изменения в законодательстве в отношении курения никак не повлияли на ежедневную жизнь 69 % респондентов. Две трети опрошенных считали меры излишне жёсткими, а 12 % заявили о значительной дискриминации курящих. При этом тот же опрос показал, что доля бросивших курить респондентов выросла на 16 % по сравнению с предыдущим годом. Весной 2015 Министерство здравоохранения выпустило мобильное приложение «Здесь не курят», которое позволяет гражданам сообщать о фактах нарушений запрета на курение. Программа уведомляет соответствующий надзорный орган, а через месяц пользователь должен получить ответ. Анализ обращений показал, что 37 % жалоб пользователей приходится на предприятия общественного питания, 22 % — на курение в поездах и многоквартирных домах, а 14 % приходится на общественный транспорт. При этом сохраняются все обращения, что позволяет отслеживать перемены, происходящие с течением времени. Сравнение исследований GATS 2009 и 2016 годов позволяет оценить эффективность политики: за семь лет на 13 % сократилась доля опрошенных, подвергавшихся воздействию вторичного дыма на работе (с 34,9 % дo 21,9 %). В пять раз сократились упоминания о табачном дыме в государственных учреждениях, больше чем вчетверо уменьшился этот показатель для ресторанов, втрое — для медицинских заведений, вдвое — для общественного транспорта. Введение запрета на курение в общественных местах сказалось и на объёмах потребления сигарет. Уже после первых ограничений их производство за 2013 год сократилось до 390 миллиардов штук (на 5,9 % по сравнению с 2012-м). Тем не менее о пассивном курении дома в 2016-м всё ещё заявляла значительная доля населения (27,3 миллиона).
По состоянию на 2017 год в кафе и ресторанах применяли ряд практик для обхода законодательства. Например, при отсутствии проверок в заведениях под видом бестабачных «паровых коктейлей» предлагали обычные кальяны на табаке, специализированные кальянные могли оформить как изолированные курительные комнаты или магазины табачной продукции с возможностью дегустации.
По состоянию на 2020 год Федеральный закон № 15-ФЗ разрешал курить табак или никотиносодержащую продукцию в следующих общественных местах:
- на территории многоквартирных домов при условии согласия всех жильцов в специально выделенных местах на открытом воздухе или в изолированных помещениях с системами вентиляции;
- на пассажирских судах дальнего плавания в специально выделенных местах на открытом воздухе или в изолированных помещениях с системами вентиляции;
- в аэропортах в изолированных помещениях с системами вентиляции, которые расположены в зонах для зарегистрированных и прошедших досмотр пассажиров, а также транзитных пассажиров.

| Нарушение | Штраф (рублей) |
| --- | -------------- |
| Курение табака гражданами в неположенных местах                                                                            | 500—1500       |
| Курение табака гражданами на детских площадках                                                                             | 2000—3000      |
| Покупка табака гражданами для несовершеннолетних лиц либо угощение их, популяризация идеи курения среди несовершеннолетних | 1000—2000      |
| Продажа несовершеннолетнему табачной продукции или табачных изделий                                                        | 20 000—40 000  |
| Неисполнение обязанностей должностными лицами по оформлению или установке знаков запрета курения                           | 10 000—20 000  |
| Неисполнение обязанностей юридическими лицами по оформлению или установке знаков запрета курения                           | 30 000—60 000  |
| Неисполнение обязанностей индивидуальными предпринимателями по контролю соблюдения законодательных норм                    | 30 000—40 000  |
| Неисполнение обязанностей юридическими лицами по контролю соблюдения законодательных норм                                  | 60 000—90 000  |

### Информирование населения о вреде табака
Правительственные программы
Антитабачные кампании проводило ещё Министерство здравоохранения СССР. Например, вред курения стал одной из тем агитации за здоровый образ жизни во время антиалкогольной кампании 1929—1930-х годов. В 1986-м Минздрав СССР официально отнёс курение к факторам риска для здоровья, что способствовало распространению информированности общества о вреде как активного, так и пассивного курения.
Федеральный закон «Об ограничении курения табака» 2001 года предусматривал пропаганду знаний о вреде курения. Он вводил обязательную регулярную просветительскую работу по этой теме в СМИ. Её целью стало повышение осведомлённости населения о рисках развития болезней и преждевременной смерти, связанной с употреблением табака. Одной из первых кампаний стала акция «Куришь? Проверь свои лёгкие!», которая проводится Научно-исследовательским институтом пульмонологии с 2004 года. Она способствует раннему выявлению поражений бронхо-лёгочной системы. Результаты показывают, что их признаки у курящих людей наблюдаются вдвое чаще, чем те предъявляют жалобы. С 2007-го Комитет по охране здоровья Государственной думы, Министерство здравоохранения и ВОЗ проводят Всероссийский форум «Здоровье или табак». На мероприятии выступают политические и медицинские деятели по правовым, научным и общественным вопросам, связанным с курением. В 2009 году власти запустили активную коммуникационную программу по пропаганде здорового образа жизни. Она предусматривала выпуск брошюр, буклетов и плакатов для потребителей табака,
тематических теле- и радиопрограмм, запуск консультативной телефонной линии и сайта о здоровом образе жизни (TakZdorovo.ru). Одновременно был создан интернет-портал «Здоровая Россия», где разместили несколько сотен материалов, связанных с отказом от вредной привычки. В России отмечают Всемирный день без табачного дыма и Международный день отказа от курения, во время которых проводят специализированные мероприятия.
Усилия Министерства здравоохранения, научных, медицинских и общественных организаций способствовало внедрению пункта об антитабачном информировании населения в правовые нормы 2013 года. Федеральный закон № 15-ФЗ предусматривает практику просвещения населения и информирования его о вреде для здоровья табака и вторичного дыма. Минздрав России совместно с общественными организациями и региональными властями проводит антитабачные рекламные акции. Они включают, например, трансляцию специальных социальных роликов на основных телеканалах, мероприятия «31 мая — день отказа от курения. Навсегда», «ДымFree», «Арбат — зона, свободная от курения» и другое. В стране также проходит «Министерская конференция по здоровому образу жизни и борьбе с неинфекционными болезнями».
Опросы GATS 2016 года продемонстрировали эффективность правительственных программ в этой сфере: около 76 % респондентов сообщили об осведомлённости о вреде курения. По сравнению с показателями семилетней давности, больше людей замечало информацию о последствиях табакокурения в разных местах в течение месяца (на 13,2 %). Количество упоминаний об антитабачной рекламе по телевизору возросло почти в вдвое, больше чем в два раза — о рекламе на остановках общественного транспорта.
Принятая в 2019 году «Концепция осуществления государственной политики противодействия потреблению табака до 2035 года» предусматривает дальнейшее распространение информации. Но специалисты отмечают, что акции должны носить длительный и регулярный характер.
Локальные акции и общественные организации
Власти регионов России и локальные общественные организации проводят собственные кампании против табака. Например, в 1996 году была создана Ассоциация «Здоровые города, районы и посёлки», которая к 2017-му включала свыше ста российских городов. В Рязанской области с 2010-го действует медико-социальная акция «Лето без табачного дыма», участникам которой предлагается провести три месяца без сигарет. Организаторы устраивают для них спортивные соревнования, консультации о здоровом образе жизни, медицинские обследования. Установка антитабачных информационных щитов на улицах Санкт-Петербурга в 2010-х годах привела к росту обращений в специализированный консультативный телефонный центр в 9 раз.
В 2006 году в России была создана «Российская антитабачная коалиция», к которой за четыре года присоединилось свыше 20 организаций. Среди них «КонфОП», «Российская ассоциация общественного здоровья», «Союз борьбы за народную трезвость» и другие. Основным направлением работы некоммерческих и медицинских организаций по противодействию табакокурению является организация социальных акций (например, «Сигареты в обмен на конфеты», «Сорвись с крючка!» и другие), а также научных конференций и семинаров. В 2010 году руководитель Центра по изучению проблем взаимодействия бизнеса и власти Павел Толстых отмечал, что табачные производители используют рекламные бюджеты на дискредитацию подобных организаций. НКО неоднократно обвиняли в получении выгоды от фармацевтических компаний или иностранных фондов. Так, в 2014 году политик и член «Движения за права курильщиков» Олег Дубов обратился в Генеральную прокуратуру с просьбой расследовать финансирование «Открытого института здоровья», «Российской ассоциации общественного здоровья» и «Международной конфедерации обществ защиты прав потребителей». Они получали средства от международного фонда по борьбе с курением The Bloomberg Initiative to Reduce Tobacco Use, но только до 2012 года, когда вступил в силу закон об «иностранных агентах». Руководители организаций отрицали зарубежное финансирование после принятия ограничений, а эксперты отмечали необоснованность обвинений Дубова.
Информация на упаковке
Федеральный закон 2001 года отводил 4 % каждой большой стороны упаковки табачных изделий под предупредительные надписи. Для сравнения, в Канаде и Таиланде они занимали половину лицевой и оборотной стороны, в Бразилии и Венесуэле — целиком одну из сторон.
В 2008 году «Технический регламент на табачную продукцию» предусмотрел ряд ограничений к дизайну упаковки: 30 % одной большой стороны заняла надпись «Курение убивает», 50 % другой — предупредительная надпись о последствиях курения. С 2012 года на этикетках размещают также иллюстрации последствий курения для организма. Всего утверждено 13 дизайнов с выбранными стилем, цветом и размером шрифта. Во время введения норм отдельные исследователи сомневались в эффективности предупредительных надписей, но сравнение опросов GATS подтвердило их влияние на население. За 2009—2016 годы число курильщиков, задумывающихся бросить благодаря предупредительным надписям, выросло более чем на 4 %. Минимальные затраты на подобное информирование делает его одним из эффективных методов борьбы с курением.
В условиях ограничения рекламы упаковка остаётся единственным прямым способом коммуникации производителей табака с конечным потребителем. Компании использовали свободную часть упаковки для введения потребителей в заблуждение и создания уникального дизайна. Так, исследование упаковок 10 наиболее популярных марок сигарет, проведённое активистами Campaign for Tobacco-Free Kids в 2013 году в восьми постсоветских странах, зафиксировало, что в России было в среднем 2,4 обманные надписи на упаковку, которые формально не нарушали закон. Но с 2017 года производители не имеют права использовать на упаковках слова, способные ввести в заблуждение («лёгкие», «с низким содержанием смол» и другое) или ассоциирующиеся со вкусом («вишня», «шоколад» и другое). Также запрещено указывать количество никотина, смол, монооксида углерода, чтобы не создавать ложное впечатление о небольшом их количестве и безвредности табачной продукции. Размер предупредительных надписей и изображений был увеличен до половины лицевой и оборотной сторон пачки, 17 % одной из боковых поверхностей отведено под надпись «Содержит системные яды, канцерогенные и мутагенные вещества». Законодатели также запретили рекламные вкладыши, которые изготовители помещали внутрь пачек, и выступали за дальнейшую унификацию упаковок. Утверждённая в мае 2021-го премьер-министром России Михаилом Мишустиным антитабачная концепция до 2035 года предусматривает проработку инициативы обезличенных упаковок сигарет, 75 % площади которых должны занять изображения с информацией о вреде курения.
Работа с медицинским персоналом
Курильщики вынуждены чаще посещать поликлиники из-за проблем со здоровьем, этим обусловлена важная роль советов врачей в принятии решения об отказе. Но, несмотря на большое число ежедневных курильщиков в стране и высокую степень никотиновой зависимости у более половины респондентов GATS в 2009 году, подобные рекомендации получало менее трети из них. Врачи чаще спрашивали о никотиновой зависимости у пациентов старшего возраста, хотя вмешательство со стороны медиков имеет бо́льший эффект для молодых пациентов.
В этом контексте важное значение имеет распространённость курения среди медицинских работников. Приверженность к вредной привычке у медицинского персонала негативно сказывается одновременно и на мотивацию к борьбе с курением, и на правильность принятия врачебных решений, а также создаёт негативный пример для пациентов. Заместитель министра здравоохранения Татьяна Яковлева сообщала в 2015 году о высоком числе курильщиков среди медиков (62 %). Наиболее распространено курение среди медицинских работников отделений интенсивной терапии, станций скорой помощи и хирургических отделений.
Основными направлениями решения проблемы табакокурения среди врачей являются организационные меры (штрафы, отказы в приёме на работу и другое) и коррекционные практики (убеждение, сеансы психотерапии). Чтобы привлечь специалистов к оказанию помощи никотинозависимым гражданам, Министерство здравоохранения совместно
с Научно-исследовательским институтом пульмонологии с 2004 года проводит ежегодные конференции о последствиях табакокурения. Мероприятия приурочены ко Всемирному дню без табака и позволяют изменить отношение к лечению табачной зависимости как к ответственности исключительно наркологов и психологов. К 2017 году в конференциях участвовало более двух тысяч специалистов.
По результатам GATS 2016 года доля постоянных курильщиков, получивших рекомендацию по прекращению курения от врачей, значимо выросла за семь лет (на 16,2 %).

### Лечение табачной зависимости
Большинство курильщиков не могут самостоятельно отказаться от вредной привычки из-за вырабатываемой никотиновой зависимости, включающей физический, психологический и социальный аспекты. В 2009 году среди мужчин-респондентов GATS в курении признавалось около 60 %, среди женщин — 21 %. Из них более 30 % опрошенных обоего пола пробовали бросить вредную привычку самостоятельно за последний месяц. Доля бросающих, использовавших какое-либо медикаментозное средство, составляла 20 %. В то время как процент успешно бросивших самостоятельно остаётся традиционно небольшим (по разным оценкам, 2—11 %). Помощь врачей удваивает шансы избавиться от никотиновой зависимости. При грамотной и долговременной медицинской поддержке бросить способна половина курильщиков.
Курс лечения может включать индивидуальное очное и телефонное консультирование; групповые занятия и лекции; лекарственную, условно-рефлекторную и психологическую терапии; иглоукалывание. Основные цели таких мер — уменьшение синдрома отмены и риска дальнейшего рецидива. Согласно федеральному законодательству, лечащие врачи обязаны дать рекомендации отказаться от курения пациентам, страдающим от связанных с вредной привычкой болезней. Гражданам с высокой и средней степенью табачной зависимости могут назначить никотинсодержащие препараты (например, варениклин и цитизин), когнитивно-поведенческую терапию, никотинозамещающую терапию (жевательная резинка, ингаляторы, пластыри, назальный спрей и другое), антидепрессанты или средства, снижающие отдельные симптомы отмены. Так, сочетание использования никотинсодержащей жевательной резинки и когнитивно-поведенческой терапии приводит к длительному отказу от курения в 42 % случаев. Дистанционные консультации осуществляет созданный в 2011 году Консультативный телефонный центр. Только за первый год его работы психологическая и информационная поддержка была оказана более 23 тысячам человек в возрасте от 18 лет.

### Увеличение стоимости табачных изделий
Налоговая ставка и минимальная розничная цена

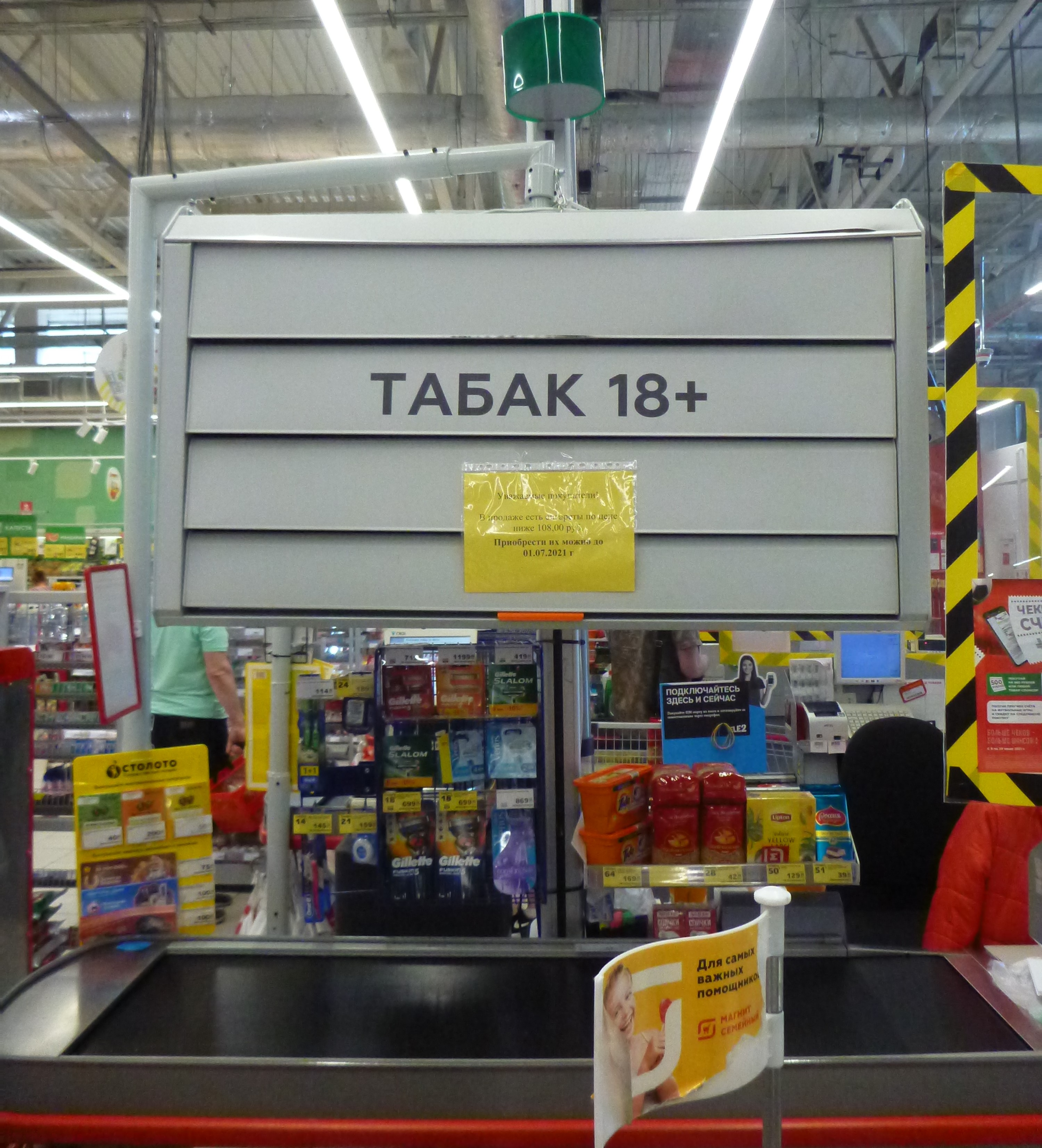
Объявление в продуктовом магазине Екатеринбурга о возможности приобрести сигареты до их подорожания после введения минимальной розничной цены (108 рублей), 26 июня 2021 года.

Повышение налогов считается самым эффективным методом в борьбе с табакокурением, а цена табачной продукции — одним из ключевых факторов распространения эпидемии. Стоимость табака напрямую влияет на решение граждан начать или бросить курить. При повышении цен целевая аудитория табачных производителей чаще выбирает наиболее доступные марки, чтобы начать курить, но никотинозависимые граждане легче отказываются от привычки. Низкая эластичность спроса на табак обеспечивает одновременно и увеличение собираемости налогов, и сокращение числа курильщиков. Для табачных компаний повышенный налог напрямую связан с сокращением прибыли.
В 2008 году налог на табак в России оставался сравнительно низким, а цена пачки сигарет приближалась по стоимости к билету в общественный транспорт. После присоединения России к Рамочной конвенции ВОЗ власти планомерно ужесточали налоговую политику. В 2010—2016 годах ставка табачных акцизов увеличилась почти всемеро, а средняя цена пачки сигарет — с 25 до 82 рублей. Если к 2012 году ставка налога составляла не менее 510 рублей на тысячу сигарет, то к 2014-му — не менее 1040 рублей за тысячу штук. Поступления в казну с табачной продукции за аналогичный период выросли с 139,5 миллиарда рублей до примерно 341 миллиарда рублей. C 2008 по 2014 год ценовая доступность сигарет в стране сократилась более чем на 70 %. Но акцизы в России всё равно оставались значительно ниже западноевропейских. В 2016-м для тысячи сигарет он складывался из ставки (1250 рублей) и 12 % от максимальной расчётной стоимости (не менее 1680 рублей). Через год ставку повысили более чем на 300 рублей, а процентную ставку — до 14,5 % (не менее 2123 рублей). Акцизы за 2015—2017 годы, к примеру, на одну пачку Winston выросли с 45,8 рублей до 65,6 рублей. Общие налоговые поступления с рынка табачной продукции в 2017-м почти в десять раз превысили показатели 2008 года и составили более 570 миллиардов рублей.
Табачная индустрия поддерживает заблуждения о вреде повышения налогов на свою продукцию. Якобы налоговые меры неэффективны, так как стимулируют контрабанду и усугубляют бедность. Но исследования во всех странах, где применялись подобные меры, подтверждают уменьшение потребления сигарет. Малообеспеченные слои населения обычно сокращают своё потребление пропорционально повышению цен, а количества контрабандной продукции недостаточно, чтобы компенсировать снижение потребления табака. Так, в начале 2010-х годов оно составляло только 3,3 % от всего табачного рынка. Опросы ВЦИОМ этого периода показывали неоднозначное отношение в обществе к повышению ставок: его одобряло 44 % опрошенных против 46 % неодобрявших. Поддерживали инициативу в основном высокообразованные и состоятельные граждане, а также те, кто никогда не употреблял спиртное или табак. Международная конфедерация обществ потребителей считала проводимые в тот период меры недостаточными и потому не влияющими на число курящих. Отдельные эксперты также высказывали мнение, что проводимая государством политика не сократит спрос, а сместит его к более качественной и дорогой продукции. Но они признавали, что эффективное регулирование возможно в условиях учёта неоднородности ценовой эластичности потребления, а также длительной и комплексной социально-экономической целевой программы.
К 2019 году повышение налоговых ставок вкупе с активной антитабачной политикой и снижением реальных доходов населения привело к заметному уменьшению числа курильщиков. По оценкам заместителя главы Минздрава России Олега Салагая, после введения антитабачной кампании доля никотинозависимых граждан сократилась на 21 % и достигла примерно 30 % от всего населения. В 2020 году акциз на табак в России составлял 1996 рублей за тысячу сигарет плюс 14,5 % расчётной стоимости, что принесло в бюджет страны около 600 миллиардов рублей. В 2021 году ставку налога повысили на 20 %. На сигареты она составила 2359 рублей за тысячу штук, на электронные сигареты — 60 рублей за штуку, на разные виды табака — 3806 рублей за килограмм. Весной 2021 года в России была введена минимальная розничная цена за 1 пачку сигарет в размере 108 рублей, с июля она стала обязательной для всех реализуемых в стране пачек. Согласно курсу на тот момент, это составило примерно $1,4 (для сравнения, в Австралии стоимость одной пачки могла достигать $20).
Контрабанда
Повышение налогов не связано с ростом контрабандной продукции, что подтверждают исследования ВОЗ и опыт разных стран. Обратные утверждения распространяют финансируемые табачными компаниями исследования, которые преследуют цель повлиять на рост акцизов, хотя позиционируют себя как нейтральные или независимые. Фактически, контрабанда развивается только в странах, где не развита система борьбы с ней. Например, в Великобритании, где налоги выше российских, но эффективно устроена таможня и другие службы, процент контрабандной продукции снизился более чем наполовину за 2000—2019 годы.
Масштабы контрабанды по результатам исследований, финансируемых табачным лобби, обычно гораздо выше официальных или независимых данных. Так, в 2011 году проект КПМГ Star, проведённый при поддержке Philip Morris International в 18 странах, зафиксировал в 11 из них более высокие показатели, чем аналогичный опрос, не зависящий от табачной компании. Независимое исследование также зафиксировало в странах ЕС, граничащих с Беларусью, Республикой Молдова, Россией и Украиной, повышенный уровень контрабанды. Хотя оно не выявило зависимость между ценой и распространением незаконной продукции.
Эксперты выделяют несколько видов незаконной торговли табачной продукцией: крупная и мелкая контрабанда, незаконное производство. По состоянию на 2019 год крупную долю контрафактной продукции составляли «дешёвые белые марки». Такие сигареты заведомо выпускают для незаконного вывоза и не продают на территории страны-производителя. Например, марка Jin Ling, которую с помощью табачных компаний вывозят из России в страны ЕС.
В 2018 году Федеральная таможенная служба изъяла более 130 миллионов сигарет стоимостью 500 миллионов рублей при общем обороте рынка в 12,5 миллиарда долларов. Одновременно аналитическое агентство Kantar TNS заявило, что доля контрабандных сигарет составила 10,3 %. Заметный рост показателя с 1,3 % в 2015 году исследователи связали с несовершенствами договора о Евразийском экономическом союзе и различиями в размере акцизов стран-участниц. После закрытия границ в условиях пандемии COVID-19 эксперты ожидали заметное уменьшение контрабандного сбыта и его последующий рост с возобновлением сообщения.
В 2019 году по результатам эксперимента в 243 российских городах исследователи Nielsen заявляли о 15,6 % контрабандной продукции. Хотя по официальным данным за 2021-й доля нелегальных сигарет составляла по прежнему около 10 %, что привело к потерям федерального бюджета в размере 290 млрд рублей. При этом по ноябрь 2021-го Федеральная таможенная служба задержала около 17,4 млн немаркированных пачек сигарет, что составляло только 1,5 % от объёмов контрабанды. Доходы бюджета от табачного акциза на тот момент упали до 354,6 млрд рублей (против более 580—590 млрд рублей в течение трёх предыдущих лет).

### Ограничение на рекламу и продвижение
Предусмотренный федеральным законодательством запрет на рекламу табака — ключевой метод борьбы против курения, лишающий табачные компании возможностей для маркетинга своей продукции. Меры недороги и требуют от государства затрат только на мониторинг нарушений. Запрет был введён в 2013 году и нашёл массовую поддержку среди граждан. По опросам разных годов, его одобряло восемь из десяти россиян. Разделяли мнение даже респонденты с никотиновой зависимостью (около 7 из 10 курильщиков). Принятый в 2013 году закон «Об ограничении курения табака» и поправки к закону «О рекламе» предусматривают полный запрет на рекламу, продвижение и спонсорство табачных изделий. Они распространяются на табачную продукцию и курительные принадлежности (трубки, кальяны, сигаретную бумагу и зажигалки). Не допускается демонстрация табачных изделий и их курения в контенте для детей. Если подобные сцены содержат аудио- или видео-материалы для взрослых, вещательная компания обязана разместить предупреждения о вреде курения перед началом или во время трансляции. После введения ограничений число подростков, которые заявляли, что видели сцены курения в фильмах и передачах, сократилось на 10 % по сравнению с показателем 2010 года. Запретительная политика сопровождалась серьёзным противодействием со стороны табачных компаний, но являлась ключевым направлением антитабачных мер. Введение ограничений отразилось на рекламных доходах СМИ: за первый квартал 2013 года их доходы снизились на 5 % по сравнению с аналогичным периодом 2012-го. Хотя в отдельных журналах продолжали рекламировать табак с помощью специальных вкладышей. Брошюры формально не являлись частью издания, поэтому государственные органы не могли изъять тираж из оборота. Штраф за подобную рекламу составлял только 200 тысяч рублей, и в 2015-м Федеральная антимонопольная служба (ФАС) была вынуждена ужесточить наказание за повторное нарушение.
Правовые нормы запрещают продвижение никотиносодержащей продукции, но табачные компании продолжают использовать скрытую рекламу. В 2019 году ВОЗ сообщал о маркетинговых акциях производителей в Instagram, Twitter и Facebook. Компании сотрудничали с молодыми блогерами, которым оплачивали размещение контента с пачками сигарет или процесса курения. Анализ подобных постов в 2019-м показал, что их посмотрели пользователи со всего мира более 25 миллиардов раз. Например, с помощью лидеров мнений активную рекламную кампанию для своей системы нагревания табака провёл Philip Morris International. Кроме того, в точках продаж проводили встречи с торговыми представителями и вечеринки, нацеленные на привлечение аудитории. В 2019-м Международная конфедерация обществ потребителей обвинила IQOS в рекламе табака, но формально производитель не продвигал картриджи с никотином, поэтому ФАС отказалась его штрафовать. Табачная отрасль использует для обхода запретительных актов и социальной коммуникации институты ответственности. Например, производитель может вести маркетинговую политику, направленную на улучшение имиджа благодаря заботе о ресурсосбережении и защите окружающей среды. Другая имиджевая стратегия связана с организацией образовательных, социальных и экологических мероприятий для улучшения отношения к бренду в обществ. Также табачные бренды поддерживают спортивные и культурные мероприятия. Это, например, позволяет обустроить на локациях информационные точки или поместить логотип марки на гоночные автомобили. Примером этой стратегии служит спонсирование в 2019 году фестиваля «Нашествие», где промоутеры сигаретного бренда рассказывали о запуске новой линейки. Маркетологи табачных компаний активно используют неявные методы продвижения, которые сложно выявлять и регулировать. Например, они могут размещать на официальных аккаунтах в социальных сетях анонсы новинок и обходить запрет на рекламу, ограничивая продвижение подобных страниц. Скрытой рекламой могут служить сообщения о технологических новинках, фотоотчёты с мероприятий и профильных выставок, публикации в отраслевых изданиях. На улучшение узнаваемости направлены скрытое брендирование, деятельность промоутеров и другое.
Государство стремится ограничить развитие рынка табачной продукции, не допуская появлений товаров, не подпадающих под действующие законы. Чтобы замедлить распространение курения систем доставки табака, в 2020—2021 годах был принят и реализован соответствующий федеральный закон. Вся курительная никотиносодержащая продукция подпадала под запретительные антитабачные меры, в частности, была запрещена её реклама и свободная выкладка. Концепция противодействия потреблению табака до 2022 года, подготовленная Минздравом в 2017-м, предлагала запретить продакт-плейсмент и государственное финансирование фильмов, герои которых курят. Чиновники считали подобные сцены скрытой рекламой табачных изделий.

### Работа с подростками и молодёжью
В Российской Федерации распространено курение среди молодёжи и подростков (12—17 % в 2001—2014 годах, 15 % в 2018-м). Курение в подростковой среде тесно связано со стрессовыми ситуациями, наличием негативного влияния друзей и близких. Большинство исследователей отмечает необходимость комплексного подхода в профилактике табачной зависимости, включающего антитабачную пропаганду. Опросы 2015 года зафиксировали её эффективность в подростковой среде: за одиннадцать лет их информированность о вреде табака увеличилась вдвое. Кроме информационных акций, помешать распространению табакокурения среди молодёжи призван запрет на продажу табачной продукции несовершеннолетним. Хотя «Глобальное обследование употребления табака среди молодёжи» 2014 года зафиксировало его несоблюдение: более 71,3 % никотинозависимых несовершеннолетних покупали сигареты в магазинах, не встречая отказа по причине возраста.
Региональные власти также проводят программы направленные на помощь молодёжи. Например, в 2011 году Министерство здравоохранения Свердловской области подготовило методическую программу «Школа для подростков, желающих бросить курить», их организуют в специализированных здравоохранительных учреждениях. Но подобные программы ограничены территориально и не способны охватить всю российскую молодёжь. Специалисты видят решение проблемы в использовании специализированных приложений (например, I stop smoke, LIVESTRONG My Quit Coach, Quitter, «Не курю» и другие). ВОЗ также вводит онлайн-сервисы, способствующие снижению распространённости курения среди несовершеннолетних и взрослых в проблемных регионах. В 2020 году организация запустила кампанию «Решай и бросай», в рамках которой создала виртуальную медработницу. Программа помогает составить план отказа от привычки, рассказывает о существующих горячих линиях и мобильных приложениях.
Проводимые табачными компаниями программы против курения среди молодёжи носят характер скрытой рекламы. Они направлены на сохранение статуса табакокурения как социальной нормы. Например, в 2000 году при финансовой поддержке табачных Philip Morris International, Japan Tobacco, British American Tobacco и Reemtsma был издан курс для школьников «Мой выбор». Программа состояла из 6 принципов, последним из которых являлось утверждение о личной ответственности человека за свои решения. По мнению отдельных исследователей, фраза призвана улучшить имидж табачной индустрии и снять с производителя моральную ответственность за последствия от курения. К подобным акциям также относятся проекты «Соревнования классов, свободных от табака» и «Ответственные родители».

## Результаты
Мониторинг табакокурения в России включает не только основные показатели, но и эффективность проводимых антитабачных программ. На национальном уровне его проводит Минздрав, Роспотребнадзор и Росстат, но в регионах существуют также собственные практики. Кроме того, результаты разных лет фиксировали международные и выборочные исследования, но их оценка зависит от методологии. Так, в 2015 году отдельные эксперты называли антитабачную программу в стране безуспешной из-за роста числа интенсивных курильщиков в течение десятилетия. Но сравнение данных GATS 2009 и 2016 годов зафиксировало положительную динамику в стране. Если в первом из них распространённость курения среди взрослого населения составила 39,4 %, то за семь лет удалось снизить этот показатель более чем на 20 %. В целом мужчины стали курить на 16 % реже, женщины — на 34 %. Увеличилось число курильщиков, подумывающих бросить под влиянием предупреждений на пачках (на 4,3 %), и число граждан, видевших где-либо антитабачную рекламу в последний месяц (на 13,2 %). Снизилось воздействие на людей любого вида рекламы и спонсорства сигарет (на 44,9 %). Таким образом, были выполнены целевые ориентиры Концепции государственной политики 2010—2015 годов. В 2018 году ВОЗ сообщала о распространённости курения среди россиян старше 15 лет на уровне 28,3 % (40,9 % для мужчин, 15,7 % для женщин).
Накопленные негативные последствия табакокурения проявляются не сразу, поэтому в 2019 году эксперты не ожидали значительных быстрых сдвигов в показателях здоровья россиян в ответ на усиление антитабачных мер. Тем не менее влияние политики на табачный рынок можно было отследить по снижению объёмов табачного производства. В России наблюдается ежегодное сокращение объёма продаж сигарет с абсолютным максимумом в 2005 году (395,5 млрд штук) и минимумом после вступления в силу Федерального закона № 15-ФЗ от 2013 года — 319,9 миллиарда штук. Министерство здравоохранения России предполагает, что благодаря антитабачным мерам к 2035 году доля курильщиков среди взрослого населения составит 21 %.